# 边币

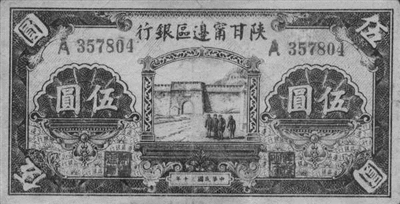
陕甘宁边区政府发行的5元边币

边币，又称抗币，指中国共产党实际控制地区的地方政权在中国抗日战争和第二次国共内战期间发行的地方性纸币。

## 历史
1937年抗日战争爆发后，中共控制的陕甘宁边区政府按照和国民政府的协定，使用中华民国国民政府发行的法币为统一货币。不久，由于边区缺乏法币的辅币，边区银行于1938年6月以光华商店名义，发行“光华商店代价券”，作为辅币使用，与法币同值兑换。代价券面额为二分、五分、一角、二角、五角、七角五分。
1941年皖南事变之后，国民政府停发八路军军饷，并且对陕甘宁边区实行经济封锁。边区不得不于1月28日通过决议，决定发行边币，禁止法币在边区内流通，以边币逐渐换回“光华商店代价券”，使边币成为边区唯一的法定货币。边币面值为一元、五元、十元，与法币的兑换值固定于1:1。
1943年下半年开始，由于边区政府滥发边币，造成边币失去信用，急速贬值，物价暴涨，一些地方开始拒绝使用边币，重新开始流通法币。1944年1月6日，边区政府宣布放弃坚守1:1的兑换比率，吸收法币，至3月，由于边区政府已建立了足够的法币作为边币的准备金，二者的比率最终确定为1元法币兑换9元边币。
3月10日，边区政府任命陈云主持西北财经办事处工作。5月23日，决定授权陕甘宁边区银行以边区贸易公司名义发行“商业流通券”，规定“流通券”一元兑换边币二十元，再次明令禁止使用法币。边区政府原计划以商业流通券作为过渡货币，但由于边币本身已失去信用，因此反被逐渐挤出市场，自1945年6月1日起，“流通券”正式成为陕甘宁边区的本位货币，边币陆续收回。1948年1月，流通券停止发行，12月按2000元折合人民币一元的比价开始收兑，1950年后退出流通。

## 晋察冀边币
1938年3月20日晋察冀边区银行在五台县石咀村普济寺成立。晋察冀边区以在冀中的安国商会筹集的3万元为准备金，发行面额为一元、二元、五元、一角、五角等五种纸币。第一种为一元面值的横版，主色金红色，底纹粉红色，主景是黑马耕地，票面印有经理关学文、副经理胡作宾的签名。这是抗日战争时期中共各根据地发行的第一种纸币。当时被群众称作“抗日票”、“红票子”。
1945年8月晋察冀八路军光复张家口后，缴获了胶印机，钞票由石印改为单双色胶印。
晋察冀边区银行的边币于1948年5月停止印制，按拾圆对冀南银行币壹圆的固定比率并行流通。1948年12月，华北银行与北海银行、西北农民银行合并，组建成中国人民银行。同时，晋察冀边区银行币按壹千圆折合第一套人民币壹圆的比价收兑，停止流通。
先后发行了贰拾枚、壹角、贰角、伍角、壹圆、贰圆、伍圆、拾圆、伍拾圆、壹佰圆、贰佰圆、伍佰圆、壹千圆、贰千圆、伍千圆等15种不同面额、50多种版别的钞票。
1946年晋察冀边区银行发行的票面印有“冀热辽”字样的边币。
此外，1941年豫鄂边区也发行自己的边币。